# Monanthotaxis
Monanthotaxis là chi thực vật có hoa trong họ Annonaceae.
Chi này chứa khoảng 90 loài thực vật bản địa khu vực nhiệt đới châu Phi, kéo dài tới miền nam châu Phi cũng như có tại Madagascar.

## Danh sách loài
- Monanthotaxis ambrensis
- Monanthotaxis angustifolia
- Monanthotaxis barteri
- Monanthotaxis bicornis
- Monanthotaxis boivinii
  - Monanthotaxis boivinii var. brevipedicellata
- Monanthotaxis bokoli
- Monanthotaxis brachytricha
- Monanthotaxis buchananii
- Monanthotaxis caesia
  - Monanthotaxis caesia var. elongata
  - Monanthotaxis caesia var. subacuta
- Monanthotaxis caffra
- Monanthotaxis capea
- Monanthotaxis cauliflora
- Monanthotaxis chasei
- Monanthotaxis congoensis
- Monanthotaxis diclina
- Monanthotaxis dictyoneura
- Monanthotaxis discolor
- Monanthotaxis discrepantinervia
- Monanthotaxis elegans
- Monanthotaxis faulknerae
- Monanthotaxis ferruginea
- Monanthotaxis filamentosa
- Monanthotaxis foliosa
  - Monanthotaxis foliosa var. ferruginea
- Monanthotaxis fornicata
- Monanthotaxis germainii
- Monanthotaxis gilletii
- Monanthotaxis glaucocarpa
- Monanthotaxis glomerulata
- Monanthotaxis hetcrantha
- Monanthotaxis klainii
  - Monanthotaxis klainii var. angustifolia
  - Monanthotaxis klainii var. lastoursvillensis
- Monanthotaxis laurentii
- Monanthotaxis le 'Testui'
- Monanthotaxis letouzeyi
- Monanthotaxis littoralis
- Monanthotaxis lucidula
- Monanthotaxis madagascariensis
- Monanthotaxis malacophylla
- Monanthotaxis mannii
- Monanthotaxis micrantha
- Monanthotaxis mortehanii
- Monanthotaxis nimbana
- Monanthotaxis oligandra
- Monanthotaxis orophila
- Monanthotaxis parvifolia subsp. kenyensis
- Monanthotaxis pellegrinii
- Monanthotaxis pilosa
- Monanthotaxis podocarpa
- Monanthotaxis poggei
- Monanthotaxis schweinfurthii
  - Monanthotaxis schweinfurthii var. seretii
  - Monanthotaxis schweinfurthii var. tisserantii
- Monanthotaxis sororia
- Monanthotaxis stenosepala
- Monanthotaxis trichantha
- Monanthotaxis trichocarpa
- Monanthotaxis valida
  - Monanthotaxis valida f. parvifolia
- Monanthotaxis vogelii
- Monanthotaxis whytei